# 弗留利地区圣达尼埃莱
弗留利地区圣达尼埃莱（義大利語：San Daniele del Friuli）是意大利弗留利-威尼斯朱利亚大区乌迪内省的一个市镇。总面积34.69平方公里，人口8222人，人口密度237.0人/平方公里（2009年）。ISTAT代码为030099。

## 友好城市
- 法國 阿尔特基什